# St. Josef (Elm-Derlen)

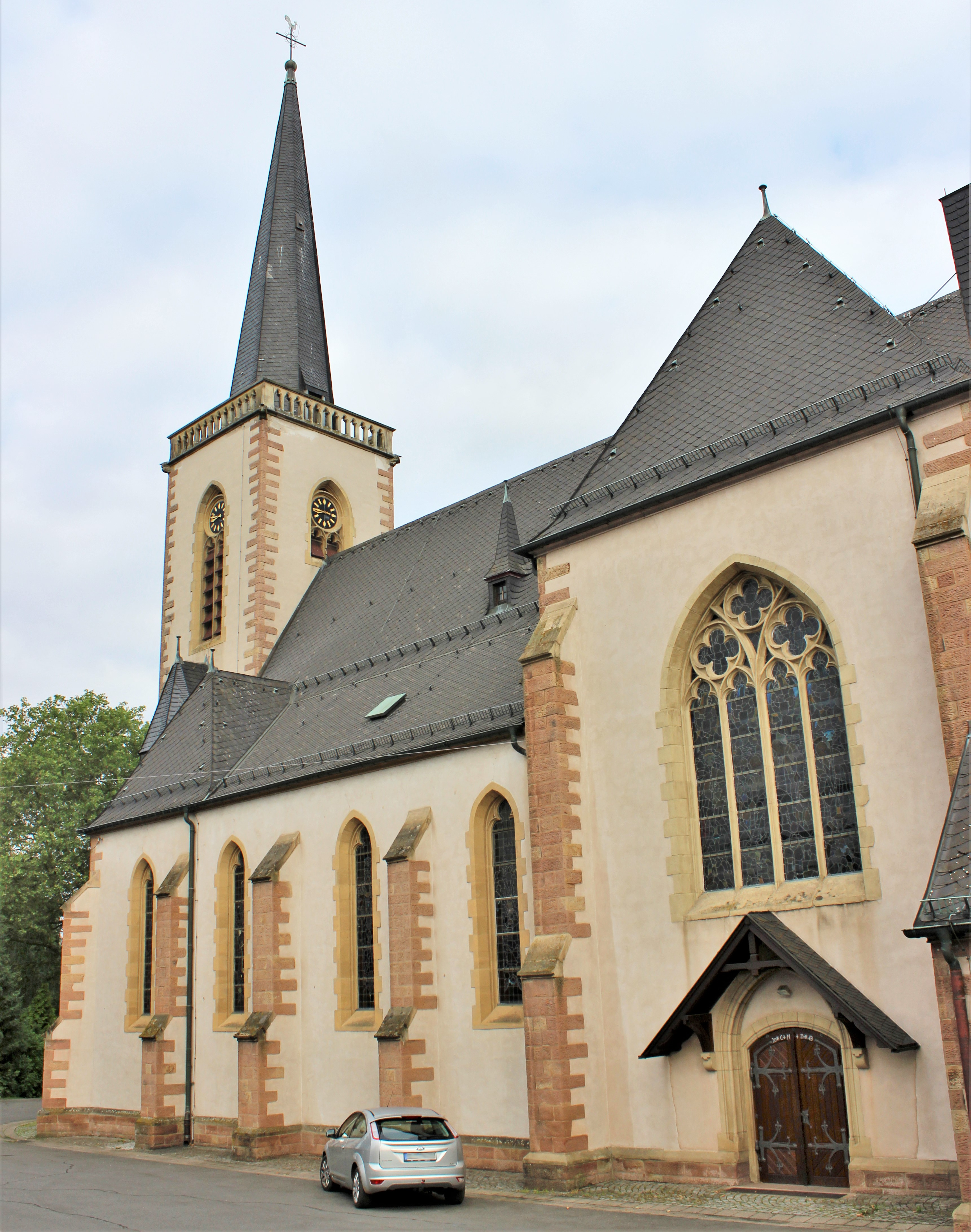
Die katholische Pfarrkirche St. Josef in Elm-Derlen

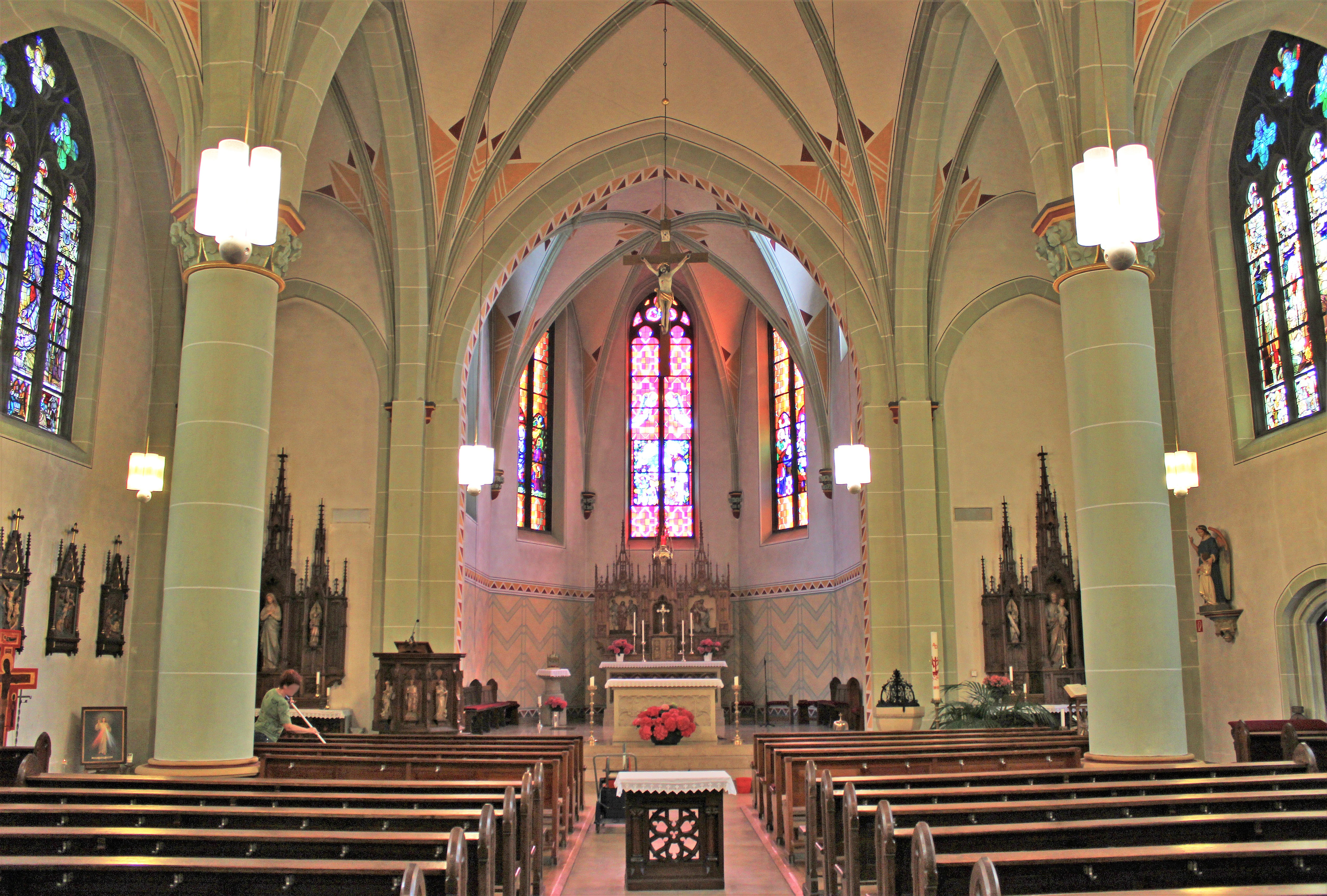
Blick ins Innere der Kirche

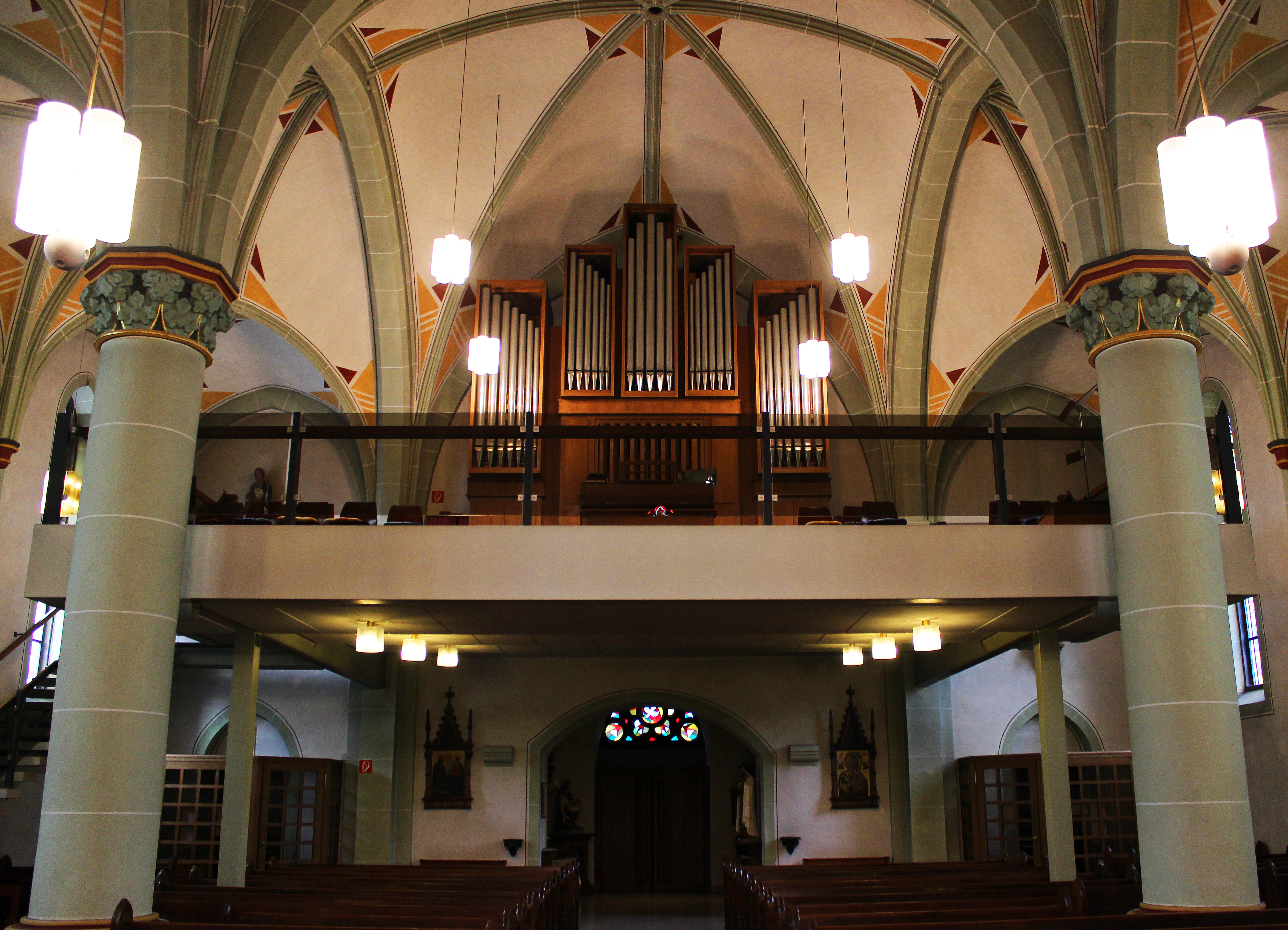
Blick vom Altarraum zur Orgelempore

Die Kirche St. Josef ist eine römisch-katholische Kirche im saarländischen Derlen, einem Ortsteil von Elm, der wiederum ein Ortsteil der Gemeinde Schwalbach im Landkreis Saarlouis ist. Kirchenpatron ist der heilige Josef. In der Denkmalliste des Saarlandes ist die Kirche als Einzeldenkmal aufgeführt.

## Geschichte
Die Kirche wurde in den Jahren 1900 bis 1904 nach Plänen des Architekten Peter Marx (Trier) erbaut.
Nach Zerstörungen im Zweiten Weltkrieg erfolgten von 1945 bis 1951 Wiederaufbau- und Restaurierungsmaßnahmen.
Die Kirche wurde wegen Renovierungsarbeiten im Inneren der Kirche für 11 Monate geschlossen und am 19. März 2019, dem Namenstag des Heiligen Josefs, im Rahmen eines Pontifikalamtes durch Bischof Dr. Stephan Ackermann wiedereröffnet.

## Architektur und Ausstattung
Das Kirchengebäude wurde im Stil der Neugotik errichtet. Bei der architektonischen Grundform des Gotteshauses handelt es sich um eine dreischiffige Hallenkirche. Da das Mittelschiff etwas höher aufragt als die beiden Seitenschiffe, kann man den Kirchenbau auch als Staffelhalle oder gestufte Halle bezeichnen. An das Langhaus schließt sich ein Querhaus an, daran ein fünfseitiger Chorraum mit polygonalem Abschluss. Als Grundriss ergibt sich ohne die Seitenschiffe somit die Form eines Lateinischen Kreuzes.
Architekt und Kirchenfenstermaler György Lehoczky (Saarbrücken) entwarf 1952 drei Fenster, die Anfang der 70er Jahre ausgebaut, 1990 aber wieder eingebaut wurden.
Weitere Ausstattungsgegenstände sind drei reich gestaltete Altäre (Hochaltar, zwei Seitenaltäre), diverse Figuren von Heiligen, ein Altarkreuz, ein Taufstein, Apostelleuchter, sowie die Kreuzwegstationen in Form von Relief-Bildern. Im ersten Stockwerk des Kirchturms ist eine Kapelle eingerichtet, die über die Wendeltreppe im Turm zu erreichen ist.
Auf dem Platz zwischen dem Pfarrhaus und der Kirche steht eine Josefsstatue, die ein Werk eines Künstlers aus der Eifel ist.

## Orgel
Im Rahmen der letzten Renovierungsarbeiten wurde die Orgel, welche 1971 von der Orgelbaufirma Hugo Mayer (Heusweiler) erbaut wurde, verkauft und durch eine digitale Orgel der Firma G. Kisselbach ersetzt.

## Glocken
Im Jahr 1924 hatte die renommierte Glockengießerei Otto aus Hemelingen/Bremen drei Bronzeglocken für St. Josef in Elm-Derlen gegossen. Die Glocken hatten die Schlagtöne: e' – g' – a'. Die beiden größeren Glocken wurden im Zweiten Weltkrieg eingeschmolzen. Die a'-Glocke existiert heute noch. Im Jahr 1954 goss die Saarlouiser Glockengießerei in Saarlouis-Fraulautern, die von Karl (III) Otto von der Glockengießerei Otto in Bremen-Hemelingen und dem Saarländer Alois Riewer im Jahr 1953 gegründet worden war, für St. Josef in zwei neue Bronzeglocken mit den Schlagtönen: e' und g' und erneuerten damit das dreistimmige Geläut. Die Glocken haben folgende Durchmesser: 1219 mm, 1023 mm, 930 mm. Sie wiegen: 1117 kg, 659 kg, 500 kg.